# Eucyclopera argentinensis
Eucyclopera argentinensis là một loài bướm đêm thuộc phân họ Arctiinae, họ Erebidae.